# Quận Newton, Indiana
Quận Newton là một quận thuộc tiểu bang Indiana, Hoa Kỳ.
Quận này được đặt tên theo John Newton. Theo điều tra dân số của Cục điều tra dân số Hoa Kỳ năm 2000, quận có dân số 14.566 người. Quận lỵ đóng ở Kentland6.

## Địa lý
Theo Cục điều tra dân số Hoa Kỳ, quận có diện tích 1046 km2, trong đó có 5 km2 là diện tích mặt nước.